# Augusto Theodoli
Augusto Theodoli (Roma, 18 de setembro de 1819 – 26 de junho de 1892) foi um cardeal italiano da Igreja Católica, prefeito emérito da Casa Apostólica.

## Biografia
De família patrícia titular de um marquesado, era o mais novo dos dois filhos de Giacomo Theodoli e Maria Camassei e depois de uma juventude tempestuosa e galante, decidiu ingressar na vida eclesiástica.
Nomeado cônego da Basílica de Santa Maria Maior no pontificado do Papa Gregório XVI e cônego da Basílica de São Pedro em 1847. Em 1850, foi enviado a Viena como ablegato apostólico para levar o barrete vermelho ao novo cardeal Maximilian Joseph Gottfried von Sommerau Beeckh, arcebispo de Olomouc. Relator da Sagrada Consulta, entre 1856 e 1866, quando em 26 de janeiro é nomeado auditor da Assinatura Apostólica. Nesse mesmo ano, foi secretário ecônomo da Fábrica de São Pedro e organizou a celebração do XVIII centenário do martírio dos Santos Pedro e Paulo e o Concílio Vaticano I.
Em 1874, enquanto estava de férias, foi capturado por bandidos e teve que pagar um grande resgate por sua libertação.
Foi nomeado mordomo papal e prefeito da Casa Apostólica em 30 de março de 1882.
Foi criado cardeal pelo Papa Leão XIII, no Consistório de 7 de junho de 1886, recebendo o barrete vermelho e o título de cardeal-diácono de Santa Maria da Scala em 10 de junho do mesmo ano.
Faleceu em 26 de junho de 1892, em Roma.